# 渡邊雄太
渡邊雄太（日语：／ Watanabe Yūta，1994年10月13日—）是日本男子籃球運動員，場上主打小前鋒位置，曾效力NBA球隊曼菲斯灰熊、菲尼克斯太阳、布魯克林籃網、多倫多暴龍，現效力于B1聯賽千葉噴射機。
渡邊雄太代表美国喬治華盛頓大學（现名为乔治华盛顿革命者）参加NCAA赛事，成为第一位获得NCAA第一级别篮球奖学金的日本出生学生运动员，于2018年进入NBA，是继田卧勇太后第二个进入NBA的日本本土球员，共效力NBA六个赛季，出战213场常规赛，场均贡献4.2分2.3篮板。

## 早年经历
渡边雄太出生于神奈川县横滨市，4岁时回到父亲的故乡——香川县木田郡三木町。在小学时，渡边开始在三木体育少年团中认真学习篮球。
2009年3月，当时是高松市立牟礼中学校二年级学生的渡边雄太作为香川县选拔队的成员参加了第22届都道府县对抗青少年篮球大会。
2010年4月，渡边雄太进入盡誠學園高等學校。从高一开始，渡边作为首发球员参加全国比赛。在全国高中篮球选拔锦标赛中，他在2011年和2012年连续两年获得亚军，并入选了大会第一阵容。

### 美国留学
2013年底，渡边雄太来到美国，入读了位于康涅狄格州的圣托马斯摩尔预备学校。他独自一人在国外的高中打球，赛季结束时，渡边雄太场均得到13分和6个篮板，帮助球队取得了26胜8负的战绩，并获得了全国预备学校锦标赛的入场券。2014年1月31日，渡边雄太首次亮相全国预备学校邀请赛，在对阵萨菲尔德学院时得到12分，在对阵西班牙的加纳里亚篮球学院的比赛中贡献了20分和6个篮板，帮助球队以70-61获胜，因此被评选为全国预备学校邀请赛全明星阵容，并获得了新英格兰预备学校体育委员会（NEPSAC）AAA级第一阵容荣誉。《日本時報》还称他为“天选之子”。

## 大學時期
2014年秋季，喬治華盛頓大學殖民者隊主教练迈克·朗根（Mike Lonergan）接到了三一学院教练杰米·科斯格罗夫（Jamie Cosgrove）的电话，他在观看了渡边雄太在圣托马斯摩尔高中的比赛后联系了朗根。最终，渡边雄太决定加入乔治·华盛顿大学，这使他能够在2014-15学年作为新生入学。渡边雄太通过推特发布消息“我决定去乔治华盛顿·大学。学校的篮球队很不错。我相信在篮球和学业上都会遇到困难，但我会全力以赴”。据ESPN报道，他的第二选择是福特汉姆大学，该校也向渡边雄太发出了加入球队的邀请。他成为第一位获得NCAA一级篮球奖学金的日本男球员，也是第四位在该级别打大学篮球的球员。关于渡边雄太的大学生涯，前日本大学篮球运动员松井启十郎表示：“对渡边雄太来说，能在一支有竞争力的球队打球是件好事，但他必须争取上场时间。”在2014–15赛季，华盛顿大学还有其他四名新球员加入：Anthony Swan, Darian Bryant, Matt Cimino, and Paul Jorgensen。
在2014年加入乔治华盛顿大学后，渡边雄太的表现被纽约时报和华盛顿邮报等美国主流媒体报道。关于渡边雄太的运动才能和他在NBA的卓越突破——东亚血统的球员在NBA中并不常见，前里士满大学蜘蛛队球员、有半个中国血统的扎克·朱表示：“看到一位亚裔选手打得这么好，对大学篮球来说很酷，对亚裔社区也是非常酷的。”乔治·华盛顿大学的体育网站的访问量按国家排名，日本排名第二，仅次于美国。在校园内，他多次受到祝贺。谈及自己的民族和种族背景以及体育成就，渡边雄太表示：“日本人认为美国人更高、更大、更有运动天赋。他们觉得日本人在NCAA打球更困难，但我现在正在打球，所以我希望能让其他日本人来美国。”有东亚血统、有机会进入或有NBA经历的球员，比如松井启十郎、姚明, 林書豪和富樫勇樹，以前曾遭受过种族歧视的言论，但渡边雄太在他在NBA和美国的最初几年似乎没有受到种族歧视的评论。尽管如此，他表示：“如果他们说了种族歧视的话，我不在乎。”
渡邊雄太在喬治·華盛頓大學就讀了四年，並代表喬治華盛頓大學殖民者隊參加NCAA賽事，大學四年裡場均能攻下10.9分、4.5個籃板、1.5次助攻以及1.1阻攻。在此期間於2018年榮獲大西洋十校聯盟年度最佳防守球員獎等殊榮。

### 大學統計數據
| 賽季    | 大學           | 上場次數 | 先發次數 | 上場時間 | 投篮命中率 | 三分球命中率 | 罚球命中率 | 篮板 | 助攻 | 抄截 | 阻攻 | 得分 |
| ------- | -------------- | -------- | -------- | -------- | ---------- | ------------ | ---------- | ---- | ---- | ---- | ---- | ---- |
| 2014–15 | 喬治華盛頓大學 | 35       | 10       | 22.5     | 38.4       | 34.8         | 83.1       | 3.5  | 0.6  | 0.4  | 0.6  | 7.4  |
| 2015–16 | 喬治華盛頓大學 | 38       | 37       | 27.7     | 42.2       | 30.6         | 70.7       | 4.0  | 1.4  | 0.6  | 1.1  | 8.4  |
| 2016–17 | 喬治華盛頓大學 | 28       | 27       | 35.1     | 44.4       | 31.4         | 81.7       | 4.8  | 2.5  | 1.1  | 1.1  | 12.2 |
| 2017–18 | 喬治華盛頓大學 | 33       | 33       | 36.6     | 43.7       | 36.4         | 80.7       | 6.1  | 1.6  | 0.8  | 1.6  | 16.3 |
| 生涯    |                | 134      | 107      | 30.1     | 42.5       | 33.7         | 78.8       | 4.5  | 1.5  | 0.7  | 1.1  | 10.9 |

## 職業生涯

### 曼菲斯灰熊（2018-2020）

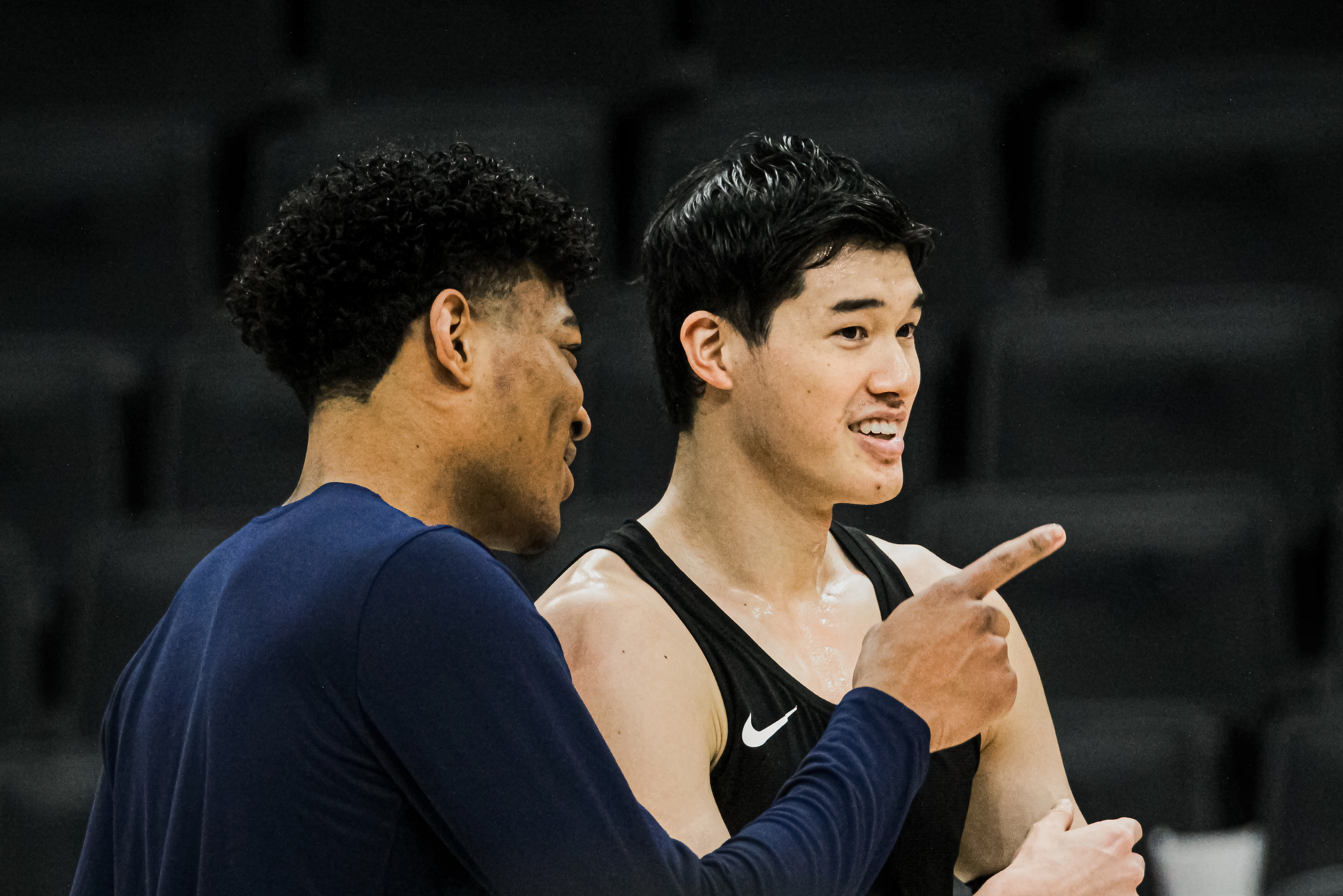
渡边雄太（右)和八村壘在2020年

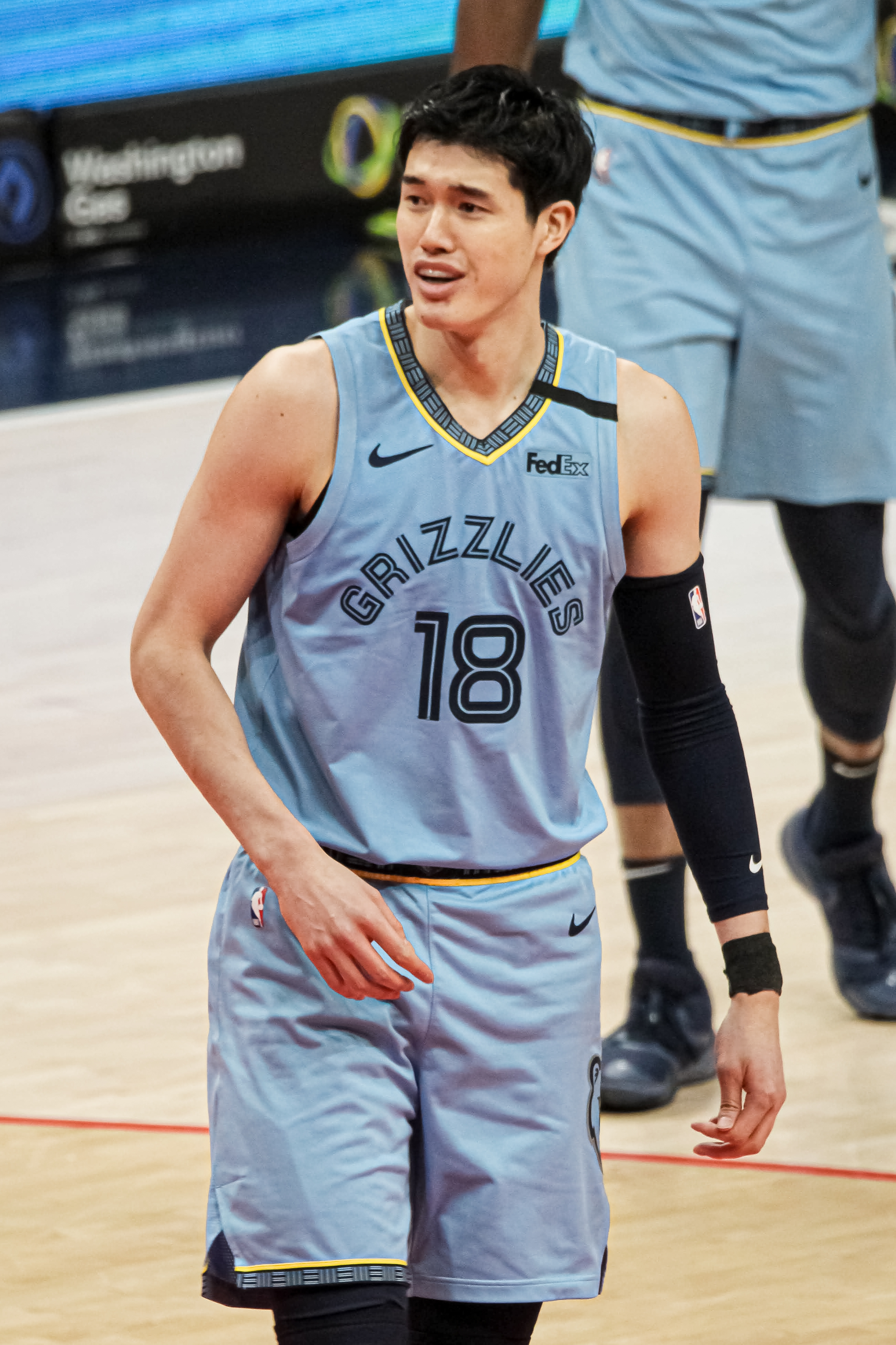
渡边雄太2020年在灰熊队

自喬治華盛頓大學畢業後，渡邊雄太宣佈參加2018年NBA選秀大會，儘管他沒能在選秀大會中獲得青睞，但他仍有幸獲得布魯克林籃網的邀請，代表籃網參加2018年拉斯維加斯夏季聯賽。在五場比賽中，渡邊雄太場均出賽24分鐘，能繳出9.4分和4.2個籃板的成績。2018年7月20日，曼菲斯灰熊與渡邊雄太簽下了一份兩年的雙向合約。2018年10月27日渡邊雄太在对阵鳳凰城太陽的比赛中替补登场得到2分2篮板，成為繼2004年鳳凰城太陽簽約田臥勇太之後，歷史第二位日本土生土長的NBA球員。在合約執行期間，渡邊雄太每季最多可為球隊出賽45天，剩餘時間則必須待在灰熊在發展聯盟的附屬球隊－曼菲斯疾行。尽管渡邊雄太大部分时间都待在发展联盟，但是灰熊队在日本的周边销量仅次于洛杉矶湖人和金州勇士。在发展联盟，渡边雄太33场比赛首发出场32场，场均上场33.9分钟，得到14.2分、7.2篮板、2.6助攻和1.1盖帽。
2019年12月14日，渡边雄太和华盛顿奇才队的八村壘成为首组在NBA同场竞技的日本球员。在发展联盟的第二年，渡边雄太22场比赛全部首发，场均上场32.7分钟，得到17.2分、6.0篮板、1.9助攻、1.0抢断和1.0盖帽。

### 多倫多暴龍（2020-2022）
2020年11月27日，渡邊雄太與多倫多暴龍簽下一份Exhibit 10合約。12月19日，他的合約被轉換為雙向合約。
2021年4月16日，渡边雄太11投7中，三分球4投2中得到职业生涯最高的21分，同时得到6篮板2助攻1盖帽的数据，帮助球队113-102战胜奥兰多魔术。
2021年4月19日，暴龍官方宣布，球隊正式與已將渡邊雄太的雙向合約轉為標準合約，儘管是雙向球員，渡邊卻從未隨暴龍905打過G聯盟。

### 布魯克林籃網（2022-2023）
2022年8月28日，渡邊雄太以自由球員身份與布魯克林籃網簽下一份1年无保障合同。 11月18日，渡边雄太在篮网客场109-107战胜开拓者的比赛中三分球7投5中，砍下20分7篮板2助攻。 2023年1月7日，篮网将渡边雄太本赛季剩余的合同转为全额保障。渡边雄太本赛季的三分球命中率是个人职业生涯最高，在11月时领先全联盟。这个赛季也是渡边雄太出场时间和得分最多的一个赛季。

### 鳳凰城太陽（2023-2024）
2023年7月4日，渡邊雄太與鳳凰城太陽签下两年500萬美元的合同，第二年是球员选项。赛季初，渡边雄太的状态不错，季前赛平均能够得到10分，11月1日对阵马刺时得到11分。但是由于之后被期待的三分球命中率降低，逐渐失去了上场时间。

### 回归曼菲斯灰熊 (2024)
2024年2月8日，渡邊雄太在布魯克林籃網的三隊交易中被交易到曼菲斯灰熊。2月13日，渡边雄太首秀得到11分，然而自3月2日后以个人原因不再出场，4月20日后在个人社交媒体ins上宣布下赛季回归日本打球。

### 千葉噴射機（2024至今）
2024年7月11日，渡边雄太宣布与B1聯賽千葉噴射機签约。

## NBA生涯數據

### 例行賽
| 賽季    | 球隊 | GP  | GS | MPG  | FG%  | 3P%  | FT%  | RPG | APG | SPG | BPG | PPG |
| ------- | ---- | --- | -- | ---- | ---- | ---- | ---- | --- | --- | --- | --- | --- |
| 2018–19 | MEM  | 15  | 0  | 11.6 | .294 | .125 | .700 | 2.1 | .5  | .3  | .1  | 2.6 |
| 2019–20 | MEM  | 18  | 0  | 5.8  | .441 | .375 | .375 | 1.1 | .3  | .3  | .1  | 2.0 |
| 2020–21 | TOR  | 50  | 4  | 14.5 | .439 | .400 | .828 | 3.2 | .8  | .5  | .4  | 4.4 |
| 2021–22 | TOR  | 38  | 4  | 11.7 | .406 | .342 | .600 | 2.4 | .6  | .3  | .4  | 4.3 |
| 2022–23 | BKN  | 58  | 1  | 16.0 | .491 | .444 | .723 | 2.4 | .8  | .4  | .3  | 5.6 |
| 2023–24 | PHX  | 29  | 0  | 13.2 | .361 | .320 | .667 | 1.6 | .3  | .3  | .2  | 3.6 |
| 生涯    | 生涯 | 208 | 9  | 13.3 | .429 | .377 | .685 | 2.3 | .6  | .4  | .3  | 4.2 |

### 季後賽
| 賽季 | 球隊 | GP | GS | MPG | FG%  | 3P%  | FT%  | RPG | APG | SPG | BPG | PPG |
| ---- | ---- | -- | -- | --- | ---- | ---- | ---- | --- | --- | --- | --- | --- |
| 2022 | TOR  | 4  | 0  | 2.6 | .333 | .000 | —    | .0  | .0  | .0  | .0  | 1.0 |
| 2023 | BKN  | 1  | 0  | 4.7 | .500 | .500 | .000 | 1.0 | .0  | .0  | .0  | 3.0 |
| 生涯 | 生涯 | 5  | 0  | 3.0 | .375 | .333 | .000 | .2  | .0  | .0  | .0  | 1.4 |

## 國家隊生涯
渡邊雄太被选中参加2019年国际篮联篮球世界杯的比赛。渡邊雄太参加了所有五场比赛，平均每场15.6分，5.6个篮板和1.6次助攻。
2023年国际篮联篮球世界杯，渡邊雄太帶領日本隊取得3勝2敗的總戰績，於該屆賽會排名第19，同時也以亞洲區第1的資格，獲得2024巴黎奧運的資格。

## 個人生活
- 渡邊雄太出生於籃球世家，父親是JBL的選手渡邊英幸，母親也同樣是日本女子籃球聯盟的球員，姊姊渡邊夕貴是日本女子籃球聯盟AISIN Wings隊的選手。受到父母的影響，他從小學就開始接觸迷你籃球，並且身高的成長也得天獨厚。
- 渡邊最喜歡的籃球員是科比·布萊恩，而洛杉磯湖人也是他最喜歡的球隊。
- NBA日本官方店曾把他的姓名誤植為「渡邊雄大」。
- 2022年5月26日，官方SNS宣布與前富士電視台主播久慈暁子結婚。

## 外部連結
- 渡邊雄太的Instagram帳戶
- 渡邊雄太的X（前Twitter）
- 渡邊雄太在fiba.basketball（英语）
- 渡邊雄太在archive.fiba.com（存檔）（英语）
- 渡邊雄太在NBA官網（英语）
- 渡邊雄太在NBA G聯盟官網（英语）
- 渡邊雄太在B.LEAGUE官網（日语）
- 渡邊雄太在Basketball-Reference.com（NBA）（英语）
- 渡邊雄太在Basketball-Reference.com（NBA G聯盟）（英语）
- 渡邊雄太在Basketball-Reference.com（國際）（英语）
- 渡邊雄太在Sports-Reference.com（NCAA）（英语）
- 渡邊雄太在ESPN（NBA）（英语）
- 渡邊雄太在Eurobasket.com（球員）（英语）
- 渡邊雄太在Proballers（英语）
- 渡邊雄太在RealGM（球員）（英语）
- 渡邊雄太在Olympedia（英语）

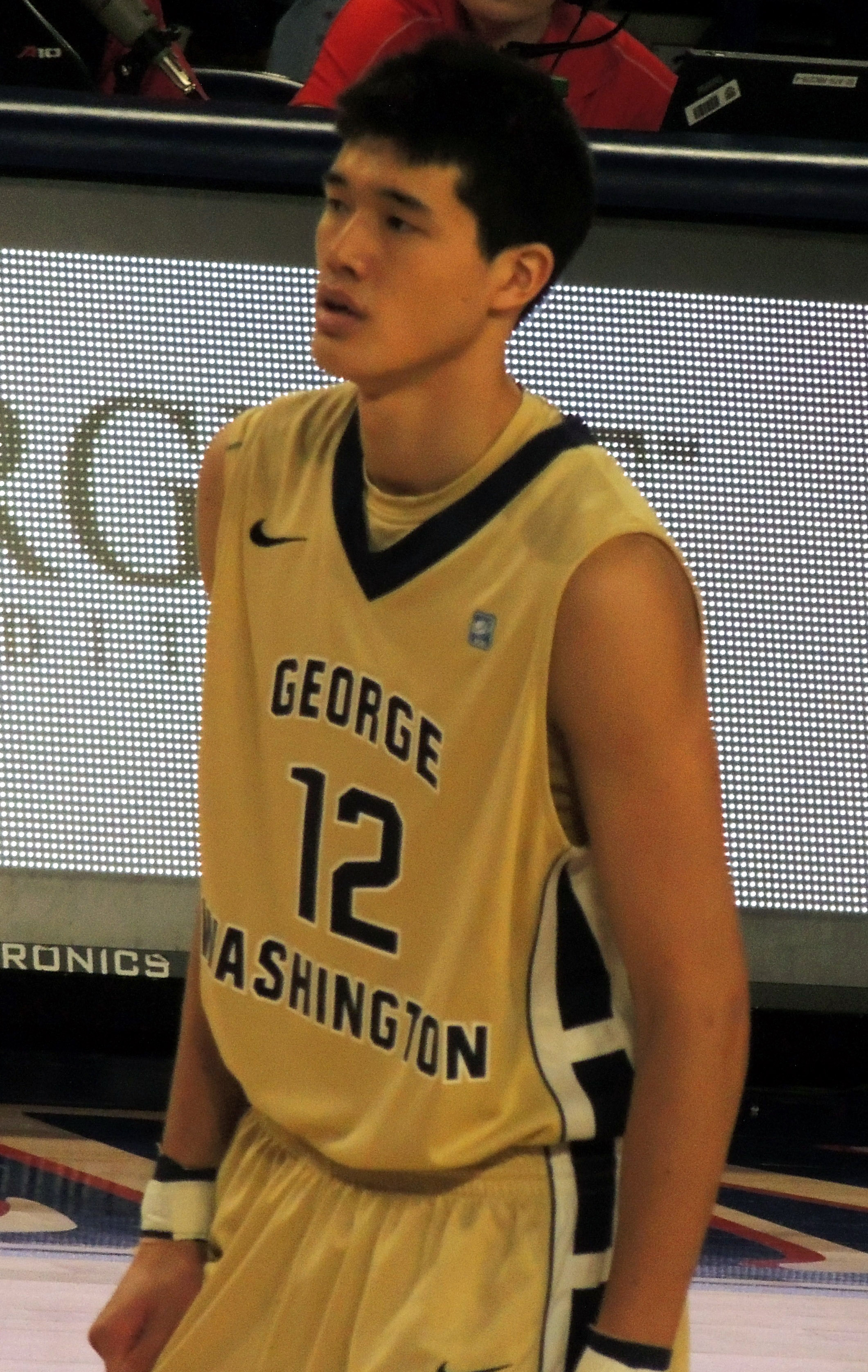
渡边雄太2015年2月在乔治·华盛顿大学

- George Washington bio